# Каројба
Каројба (итал. Caroiba) је насељено место и седиште општине у Истарској жупанији, Хрватска. До територијалне реорганизације у Хрватској налазила се у саставу бивше велике општине Пазин. Налази се 7 км јужно од Мотовуна на раскрсници путева који воде из Мотовуна, Пазина и Пореча (Вишњана).

## Општина Кајроба
Општина Каројба основана је 1997. године издвајањем из општине Мотовун. Укупна површина износи 34,66 км2, а према попису становништва из 2011. године има 1.438 становника. Састоји се од четири већа насеља: Каројбе, Мотовунских Новаки, Ракотуле и Шкропети. Становништво се претежито бави пољопривредом (виноградарство, а у последње време јавља се и маслинарство).
Насеље Каројба се први пут помиње у документима 1258, а сам топоним потиче од латинског quadruvium(укрштање дв пута). О континуираној насељености простора сведоче и антички споменици пронађени у црквици Светог Андрије на гробљу у Каројби саграђеној у 13. веку.

## Становништво
На попису становништва 2011. године, општина Каројба је имала 1.438 становника, од чега у самој Каројби 398.

### Општина Каројба
Кретање броја становника по пописима 1857—2001.
| година пописа  | 1857. | 1869. | 1880. | 1890. | 1900. | 1910. | 1921. | 1931. | 1948. | 1953. | 1961. | 1971. | 1981. | 1991. | 2001. | 2011. |
| бр. становника | 1.233 | 1.275 | 1.371 | 1.560 | 1.596 | 1.809 | 1.892 | 2.047 | 2.140 | 2.131 | 1.801 | 1.573 | 1.558 | 1.470 | 1.489 | 1.438 |

Напомена: Општина је настала из стре општине Пазин. Од 1857. до 1880. и 1921. и 1931. део података садржан је у граду Пазину.

### Каројба (насељено место)
Према последњем попису становништва из 2011. године, у насељеном месту Кајроба живело је 398 становника.
Кретање броја становника по пописима 1857—2001.
| година пописа  | 1857. | 1869. | 1880. | 1890. | 1900. | 1910. | 1921. | 1931. | 1948. | 1953. | 1961. | 1971. | 1981. | 1991. | 2001. | 2011. |
| бр. становника | 394   | 407   | 472   | 548   | 569   | 608   | 638   | 666   | 771   | 769   | 640   | 573   | 538   | 500   | 453   | 398   |

Напомена: Садржи податке за насеље Мочибоби које је 1880, 1900. и 1948. и 1931. исказано као засебно насеље.

## Попис1991.
На попису становништва 1991. године, насељено место Каројба је имало 500 становника, следећег националног састава:
| Попис 1991.‍  | Попис 1991.‍  | Попис 1991.‍ | Попис 1991.‍ | Попис 1991.‍ |
| ------------ | ------------ | ----------- | ----------- | ----------- |
|              |              |             |             |             |
| Хрвати       | Хрвати       |             | 401         | 80,20%      |
| Италијани    | Италијани    |             | 17          | 3,40%       |
| Словенци     | Словенци     |             | 2           | 0,40%       |
| Срби         | Срби         |             | 1           | 0,20%       |
| неопредељени | неопредељени |             | 13          | 2,60%       |
| регион. опр. | регион. опр. |             | 59          | 11,80%      |
| непознато    | непознато    |             | 7           | 1,40%       |
| укупно: 500  |              |             |             |             |